# Tetrasarus quadriscopulatus
Tetrasarus quadriscopulatus är en skalbaggsart som först beskrevs av Thomson 1866.  Tetrasarus quadriscopulatus ingår i släktet Tetrasarus och familjen långhorningar.
Artens utbredningsområde är Guatemala. Inga underarter finns listade i Catalogue of Life.